# Luis Ajenjo
Luis Vicente Ajenjo Isasi (18 de septiembre de 1953) es un empresario y político democratacristiano chileno, expresidente de la estatal Empresa de los Ferrocarriles del Estado (EFE).

## Biografía
Nació en el seno de una familia de comerciantes de buena situación económica. Sus primeros años de estudios los cursó en el Colegio MacKay en Viña del Mar, pero terminó su enseñanza media en el Liceo José Victorino Lastarria, luego que sus padres se trasladaran a vivir a Santiago.
A los 17 años, en pleno Gobierno de la Unidad Popular, se incorporó al Partido Demócrata Cristiano de su país.
En 1972 ingresó a la Universidad de Chile a estudiar ingeniería comercial, carrera que nunca terminó. En su paso por esta corporación conoció a Victoria Martínez -hermana del dirigente DC, Gutenberg-, con quien contrajo matrimonio en 1978.
Entre 1977 y 1978 cursó una licenciatura en ciencias del desarrollo con mención en economía en el Instituto Latinoamericano de Doctrina y Estudios Sociales (Ilades).
A fines de los años 1970 formó parte de la treintena de militantes DC que se unieron para salvar Radio Cooperativa, periodo en que estrechó lazos con las principales figuras del aylwinismo, como Carlos Figueroa, Enrique Krauss y Edmundo Pérez Yoma, entre otros.
En esa empresa -llamada oficialmente Compañía Chilena de Comunicaciones S.A.- alcanzó el cargo de gerente general, puesto desde el cual logró transformar a la radioemisora en el medio de comunicación opositor más influyente de la década de 1980.
Colaboró en las campañas presidenciales de los concertacionistas Patricio Aylwin (1989), Eduardo Frei Ruiz-Tagle (1993) y Ricardo Lagos (1999-2000).
En diciembre de 2002 este último le encargó la presidencia de EFE, compañía que se encontraba en una grave crisis a raíz del accidente protagonizado por la estudiante de medicina Daniela García Palomer, quien perdió sus extremidades tras caer de un tren en movimiento.
Se le entregó entonces la responsabilidad de liderar la compañía en el marco de un plan de inversiones que superaba los US$ 1000 millones.
Las irregularidades detectadas en este proceso, las cuales ocasionaron millonarias pérdidas a la firma, derivaron en imputaciones de fraude al fisco, algunas desechadas, que lo han mantenido enfrentando a un largo juicio junto a otros altos ejecutivos de la época.